# Franck Elemba
Franck Dannique Elemba Owaka, né le 21 juillet 1990 à Brazzaville, est un athlète congolais, naturalisé français en octobre 2023, spécialiste du lancer de poids.

## Biographie
En 2014, il prend la troisième place lors des championnats d'Afrique de Marrakech. Dans la même ville, il représente l'Afrique à la Coupe continentale. Il se classe septième en établissant un record national à 19,72 m.
En 2015 il améliore sa meilleure marque avec 20,24 m à l'occasion des championnats de France à Villeneuve-d'Ascq, devant le meilleur Français Gaëtan Bucki. Il représente son pays aux championnats du monde de Pékin, où il échoue en qualification.
En fin de saison il remporte le titre aux Jeux africains de Brazzaville, établissant au passage un nouveau record des Jeux.
Le 6 février 2016, Elemba lance le poids à 20,53 m à Karlsruhe, améliorant son record personnel.
Le 19 mars, il termine 17e des championnats du monde en salle de Portland avec une marque de 19,34 m. Il monte sur la deuxième marche du podium lors des Championnats d'Afrique de Durban, battu par le Sud-Africain Jaco Engelbrecht.
Le 5 août 2016, il est le porte-drapeau congolais lors de la cérémonie d'ouverture des Jeux olympiques de 2016 à Rio. Il se classe quatrième de la finale, avec un nouveau record national porté à 21,20 m.
Le 23 juillet 2017, Elemba remporte la médaille d'or des Jeux de la Francophonie avec un jet à 19,99 m. Dans un entretien après sa victoire, il explique se sentir abandonné par le Congo, qui ne l'aide pas pour financer des stages et des blessures. Il déclare avoir des dettes auprès de banques en France (là où il s’entraîne) et au Maroc (pays de son coach) et évoque la possibilité de concourir pour les Jeux olympiques de 2020 pour un autre pays.

## Palmarès
| Date | Compétition                    | Lieu             | Résultat | Épreuve | Marque  |
| ---- | ------------------------------ | ---------------- | -------- | ------- | ------- |
| 2010 | Championnats d'Afrique         | Nairobi          | 4e       | Poids   | 15,90 m |
| 2010 | Coupe continentale             | Split            | 7e       | Poids   | 15,83 m |
| 2011 | Jeux africains                 | Maputo           | 5e       | Poids   | 16,44 m |
| 2012 | Championnats d'Afrique         | Porto-Novo       | 5e       | Poids   | 16,23 m |
| 2013 | Jeux de la Francophonie        | Nice             | 5e       | Poids   | 18,68 m |
| 2014 | Championnats d'Afrique         | Marrakech        | 3e       | Poids   | 18,74 m |
| 2014 | Coupe continentale             | Marrakech        | 7e       | Poids   | 19,72 m |
| 2015 | Jeux africains                 | Brazzaville      | 3e       | Disque  | 50,30 m |
| 2015 | Jeux africains                 | Brazzaville      | 1er      | Poids   | 20,25 m |
| 2016 | Championnats du monde en salle | Portland         | 17e      | Poids   | 19,34 m |
| 2016 | Championnats d'Afrique         | Durban           | 2e       | Poids   | 19,89 m |
| 2016 | Jeux olympiques                | Rio de Janeiro   | 4e       | Poids   | 21,20 m |
| 2016 | Ligue de diamant               | Ligue de diamant | 8e       | Poids   | détails |
| 2017 | Jeux de la Francophonie        | Abidjan          | 1er      | Poids   | 19,99 m |
| 2019 | Jeux africains                 | Rabat            | 6e       | Poids   | 19,17 m |

| Date | Compétition                     | Lieu    | Résultat | Épreuve | Temps   |
| ---- | ------------------------------- | ------- | -------- | ------- | ------- |
| 2024 | Championnats de France en salle | Miramas | 2e       | Poids   | 19,48 m |
| 2024 | Championnats de France          | Angers  | 1er      | 19,79 m |         |
| 2025 | Championnats de France en salle | Miramas | 1er      | 19,54 m |         |

## Records
| Épreuve | Épreuve   | Performance  | Lieu           | Date              |
| ------- | --------- | ------------ | -------------- | ----------------- |
| Poids   | Plein air | 21,20 m (NR) | Rio de Janeiro | 18 août 2016      |
| Poids   | En salle  | 20,87 m (NR) | Madrid         | 24 février 2017   |
| Disque  | Plein air | 50,30 m      | Brazzaville    | 13 septembre 2015 |